# Ahmed Abdel-Ghani
Ahmed Abdel-Ghani – talvolta scritto Abdel-Ghany o Abdelghani – (El Minya, 1º dicembre 1981) è un calciatore egiziano, attaccante dell'Haras El-Hodood e della Nazionale egiziana.